# Premiership Rugby 1997-98
La Liga de Inglaterra de Rugby 15 1997-98, más conocido como Allied Dunbar Premiership 1997-98 (por razones comerciales) fue la decimoprimera edición del torneo más importante de rugby de Inglaterra.

## Formato
Los equipos se enfrentaron en formato liga en condición de local y de visitante, el equipo con mayor cantidad de puntos al finalizar el torneo se coronó campeón, mientras que hubo un descenso al RFU Championship.

## Desarrollo

### Tabla de posiciones
| Pos. | Equipo             | Encuentros | Encuentros | Encuentros | Encuentros | Tantos | Tantos | Tantos | Puntos |
| Pos. | Equipo             | PJ         | PG         | PE         | PP         | F      | C      | Dif    | Puntos |
| ---- | ------------------ | ---------- | ---------- | ---------- | ---------- | ------ | ------ | ------ | ------ |
| 1.º  | Newcastle Falcons  | 22         | 19         | 0          | 3          | 645    | 387    | +258   | 38     |
| 2.º  | Saracens           | 22         | 18         | 1          | 3          | 584    | 396    | +188   | 37     |
| 3.º  | Bath               | 22         | 13         | 0          | 9          | 575    | 455    | +120   | 26     |
| 4.º  | Leicester Tigers   | 22         | 12         | 2          | 8          | 569    | 449    | +120   | 26     |
| 5.º  | Richmond           | 22         | 12         | 0          | 10         | 607    | 499    | +108   | 24     |
| 6.º  | Gloucester         | 22         | 11         | 1          | 10         | 512    | 528    | -16    | 23     |
| 7.º  | Sale Sharks        | 22         | 10         | 2          | 10         | 605    | 558    | +47    | 22     |
| 8.º  | Northampton Saints | 22         | 9          | 1          | 12         | 493    | 472    | +21    | 19     |
| 9.º  | Wasps              | 22         | 8          | 1          | 13         | 490    | 609    | -119   | 17     |
| 10.º | Harlequins         | 22         | 8          | 0          | 14         | 516    | 645    | -129   | 16     |
| 11.º | London Irish       | 22         | 6          | 0          | 16         | 457    | 673    | -216   | 12     |
| 12.º | Bristol Bears      | 22         | 2          | 0          | 20         | 351    | 733    | -382   | 4      |

|  | Campeón.                        |
|  | Descendido al RFU Championship. |

| Bandera de Inglaterra     |
| Campeón Newcastle Falcons |
| Primer título             |